# یانیف آسور
یانیف آسور (انگلیسی: Yaniv Asor؛ زادهٔ ۱۵ ژوئن ۱۹۷۲) یا یانیف عاسور سرلشکر نیروی زمینی اسرائیل است، که از مارس ۲۰۲۵ فرماندهی جنوبی اسرائیل را برعهده دارد.
آسور فعالیت نظامی را از سال ۱۹۹۰ در ارتش اسرائیل آغاز کرد، از ۲۰۰۶ تا ۲۰۰۸ فرمانده واحد ایگوز بود، از ۲۰۰۹ تا ۲۰۱۱ فرماندهی تیپ هیروم را برعهده داشت و از ۲۰۱۱ تا ۲۰۱۲ به‌عنوان جانشین فرمانده لشکر ۳۶ زرهی گاش فعالیت می‌کرد.
وی در فاصله سال‌های ۲۰۱۲ تا ۲۰۱۴ فرماندهی تیپ ۱ گولانی را برعهده داشت، از ۲۰۱۵ تا ۲۰۱۸ فرمانده لشکر ۲۱۰ باشان بود و در فاصله سال‌های ۲۰۲۱ تا ۲۰۲۵ ریاست اداره پرسنل نیروهای دفاعی اسرائیل را برعهده داشت.

## زندگینامه
آسور، پسر حنانیا و مزعل، با اصالت یهودی مراکشی، در میوتاهیم موشاو متولد و بزرگ شد. او در سال ۱۹۹۰ به ارتش اسرائیل پیوست و فعالیت خود را از گردان دوازدهم تیپ گولانی آغاز کرد. او آموزش پیاده‌نظام، دوره فرماندهی دسته و دوره افسران پیاده‌نظام را گذراند. پس از اتمام دوره، به گردان دوازدهم بازگشت و به عنوان فرمانده دسته در گروهان سی فعالیت کرد. در سال ۱۹۹۶ به عنوان فرمانده یک دسته تفنگدار در گردان دوازدهم منصوب شد و در این سمت در طول عملیات خوشه‌های خشم و سایر عملیات‌ها حضور داشت. او بعداً به عنوان افسر ایمنی تیپ گولانی فعالیت کرد. متعاقباً، از سال ۱۹۹۷ تا ۱۹۹۹ به عنوان فرمانده گروهان شناسایی تیپ گولانی خدمت کرد. سپس از سال ۲۰۰۱ تا ۲۰۰۲، از جمله در طول عملیات سپر دفاعی، به عنوان معاون فرمانده گردان ۵۱ فعالیت کرد. در سال ۲۰۰۲، او در کالج فرماندهی و ستاد نیروی دریایی ایالات متحده در ایالات متحده تحصیل کرد. پس از بازگشت، از سال ۲۰۰۳ تا ۲۰۰۴ به عنوان افسر عملیات تیپ گولانی فعالیت کرد.
در سال ۲۰۰۴، او به درجه سرهنگ دومی ارتقا یافت و به عنوان فرمانده گردان ۵۱ منصوب شد و تا سال ۲۰۰۶ در این سمت حضور داشت. در طول دوره تصدی او، این گردان به صورت عملیاتی در الخلیل مستقر شد که در طی آن یک سرباز از این گردان در یک تصادف رانندگی کشته شد. او متعاقباً در طول اجرای طرح خروج از غزه، عملیات باران‌های تابستانی و سایر عملیات علیه تروریسم فلسطینی در نوار غزه در طول انتفاضه دوم و همچنین جنگ ۲۰۰۶ اسرائیل و لبنان، رهبری این گردان را بر عهده داشت. در طول جنگ، او فرماندهی این گردان را در نبرد بنت جبیل و موارد دیگر بر عهده داشت. جنگجویان این گردان ده‌ها نفر از شبه‌نظامیان حزب‌الله را کشتند، سه موشک‌انداز کاتیوشا را منهدم کردند و مهمات و ذخایر موشک‌های غنیمتی را منفجر کردند. در این نبرد شدید، گردان هشت کشته، از جمله معاونش روی کلاین، و بیست زخمی متحمل شد. به خاطر فعالیت‌هایشان در طول جنگ، گردان تحت فرماندهی او از سوی فرماندهی شمالی، گادی آیزنکوت، تقدیرنامه واحد دریافت کرد. پس از جنگ، او از سال ۲۰۰۶ تا ۲۰۰۸ به عنوان فرمانده واحد شناسایی ایگوز منصوب شد و عملیات در نوار غزه را رهبری کرد. در یک عملیات در ژانویه ۲۰۰۸، نیروهای واحد تحت فرماندهی او، با پشتیبانی زرهی و هوایی، ۱۸ شبه‌نظامی، از جمله پسر محمود زهار، مقام ارشد حماس، را کشتند. او سپس برای تحصیل این واحد را ترک کرد.
در سپتامبر ۲۰۰۹، او به درجه سرهنگی ارتقا یافت و به فرماندهی گروهان هیروم منصوب شد و تا ژوئیه ۲۰۱۱ در این سمت فعالیت کرد. پس از آن، از سال ۲۰۱۱ تا ۲۰۱۲ به عنوان معاون فرمانده گروهان گاعش خدمت کرد. در ۱۹ ژوئیه ۲۰۱۲، او به فرماندهی تیپ گولانی منصوب شد و تا ۱۱ ژوئن ۲۰۱۴ در این سمت حضور داشت. سپس برای تحصیل به ایالات متحده رفت. در ۹ سپتامبر ۲۰۱۵، او به درجه سرتیپ ارتقا یافت و به فرماندهی لشکر باشان منصوب شد و تا ۱۱ فوریه ۲۰۱۸ در این سمت خدمت کرد. در ۹ آوریل ۲۰۱۸، او به عنوان رئیس شاخه عملیات در اداره عملیات منصوب شد، سمتی که تا ۱۳ اکتبر ۲۰۲۰ در اختیار داشت.
در ۱۴ فوریه ۲۰۲۱، او به درجه سرلشکری ارتقا یافت و در ۲۱ فوریه به عنوان رئیس اداره پرسنل ارتش اسرائیل منصوب شد.
در ۵ مارس ۲۰۲۵، ایال زمیر، رئیس ستاد کل، او را به جای یارون فینکلمن به عنوان فرمانده ستاد فرماندهی جنوبی منصوب کرد. او در ۱۲ مارس پس از مراسم تحویل قدرت که در غزه برگزار شد، فرماندهی را به دست گرفت.

## زندگی شخصی
آسور در کفر هاروه زندگی می‌کند، با دیکلا ازدواج کرده و پدر چهار فرزند است. او دارای مدرک لیسانس در رشته لجستیک از دانشگاه بار-ایلان و مدرک کارشناسی ارشد در رشته مدیریت بازرگانی از دانشگاه بن گوریون نقب است. او فارغ‌التحصیل دانشگاه سپاه تفنگداران دریایی و کالج سلطنتی مطالعات دفاعی در بریتانیا است.